# Генрік Гансен (борець)
Крістіан Генрік Гансен (дан. Christian Henrik Hansen; нар. 26 травня 1920, село Мелбю, Гальснес, Столичний регіон — 23 серпня 2010 Нью-Лондон, штат Коннектикут, США) — данський борець греко-римського та вільного стилів, бронзовий призер Олімпійських ігор у змаганнях з греко-римської боротьби.

## Життєпис

### Олімпіада 1948 року
На Літніх Олімпійських іграх 1948 року в Лондоні боровся у напівсередній вазі (до 73 кілограмів). За регламентом турніру борець отримував у сутичках штрафні бали:
- Перемога туше — 0 балів;
- перемога рішенням суддів — 1 бал;
- програш рішенням суддів 2:1 — 2 бали;
- поразка рішенням суддів 3:0 — 3 бали;
- поразка туше — 3 бали.

Спортсмен, що набрав 5 штрафних балів, вибував з турніру. У напівсередній вазі вели боротьбу 16 борців.
У першому раунді Гансен чисто переміг представника Єгипту Кемаля Муніра (0 штрафних балів).
У другому зазнав поразки рішенням суддів (0:3) від майбутнього чемпіона Єсти Андерссона зі Швеції (2 штрафних бали).
У третьому виграв рішенням суддів (3:0) у представника Норвегії Бйорна Кука (1 штрафний бал).
У четвертому раунді чисто переміг Йозефа Шмідта з Австрії (0 штрафних балів) та з чотирма штрафними балами вийшов до трійки фіналістів.
У п'ятому раунді вчисту програв представнику Угорщини Міклошу Сільваші та залишився на третьому місці.

### Подальші виступи
Наступного року виступав у Стамбулі на чемпіонаті Європи з вільної боротьби, але до призерів не потрапив.

## Спортивні результати на міжнародних змаганнях

### Виступи на Олімпіадах
| Змагання                    | Збірна | Вагова категорія                 | Місце  |
| --------------------------- | ------ | -------------------------------- | ------ |
| Літні Олімпійські ігри 1948 | Данія  | греко-римська боротьба, до 73 кг | Бронза |

### Виступи на Чемпіонатах Європи
| Змагання                         | Збірна | Вагова категорія          | Місце |
| -------------------------------- | ------ | ------------------------- | ----- |
| Чемпіонат Європи з боротьби 1949 | Данія  | вільна боротьба, до 73 кг | 5     |